# Brandt Clarke
Brandt Clarke, född 9 februari 2003, är en kanadensisk professionell ishockeyback som är kontrakterad till Los Angeles Kings i National Hockey League (NHL) och spelar för Ontario Reign i American Hockey League (AHL).
Han har tidigare spelat för HC Nové Zámky i Extraliga och Barrie Colts i Ontario Hockey League (OHL).
Clarke draftades av Los Angeles Kings i första rundan i 2021 års draft som 8:e spelare totalt.
Han är bror till Graeme Clarke.

## Statistik
| Källa: Utv = Utvisningsminuter Uppdaterad: 2024-01-07 | Källa: Utv = Utvisningsminuter Uppdaterad: 2024-01-07 | Källa: Utv = Utvisningsminuter Uppdaterad: 2024-01-07 |                           | Grundserie                | Grundserie                | Grundserie                | Grundserie                | Grundserie                |                           | Slutspel                  | Slutspel                  | Slutspel                  | Slutspel                  | Slutspel |
| Säsong                                                | Lag                                                   | Liga                                                  | Matcher                   | Mål                       | Assists                   | Poäng                     | Utv                       | Matcher                   | Mål                       | Assists                   | Poäng                     | Utv                       |                           |          |
| ----------------------------------------------------- | ----------------------------------------------------- | ----------------------------------------------------- | ------------------------- | ------------------------- | ------------------------- | ------------------------- | ------------------------- | ------------------------- | ------------------------- | ------------------------- | ------------------------- | ------------------------- | ------------------------- | -------- |
| 2014–2015                                             | Nepean Raiders U14                                    | HEO                                                   | 1                         | 1                         | 0                         | 1                         | 0                         | —                         | —                         | —                         | —                         | —                         |                           |          |
| 2015–2016                                             | Ottawa Senators U14                                   | HEO                                                   | 3                         | 0                         | 0                         | 0                         | 0                         | 1                         | 0                         | 0                         | 0                         | 0                         |                           |          |
| 2016–2017                                             | Don Mills Flyers U15                                  | GTHL                                                  | Statistik ej tillgänglig. | Statistik ej tillgänglig. | Statistik ej tillgänglig. | Statistik ej tillgänglig. | Statistik ej tillgänglig. | Statistik ej tillgänglig. | Statistik ej tillgänglig. | Statistik ej tillgänglig. | Statistik ej tillgänglig. | Statistik ej tillgänglig. | Statistik ej tillgänglig. |          |
| 2017–2018                                             | Don Mills Flyers U15                                  | GTHL                                                  | Statistik ej tillgänglig. | Statistik ej tillgänglig. | Statistik ej tillgänglig. | Statistik ej tillgänglig. | Statistik ej tillgänglig. | Statistik ej tillgänglig. | Statistik ej tillgänglig. | Statistik ej tillgänglig. | Statistik ej tillgänglig. | Statistik ej tillgänglig. | Statistik ej tillgänglig. |          |
| 2018–2019                                             | Don Mills Flyers U16                                  | GTHL                                                  | 33                        | 19                        | 35                        | 54                        | 22                        | —                         | —                         | —                         | —                         | —                         |                           |          |
|                                                       | Don Mills Flyers U16                                  |                                                       | 73                        | 35                        | 78                        | 113                       | 40                        | —                         | —                         | —                         | —                         | —                         |                           |          |
| 2019–2020                                             | Barrie Colts                                          | OHL                                                   | 57                        | 6                         | 32                        | 38                        | 38                        | —                         | —                         | —                         | —                         | —                         |                           |          |
| 2020–2021                                             | HC Nové Zámky                                         | Extraliga                                             | 26                        | 5                         | 10                        | 15                        | 41                        | —                         | —                         | —                         | —                         | —                         |                           |          |
| 2021–2022                                             | Barrie Colts                                          | OHL                                                   | 55                        | 11                        | 48                        | 59                        | 29                        | —                         | —                         | —                         | —                         | —                         |                           |          |
| 2022–2023                                             | Los Angeles Kings                                     | NHL                                                   | 9                         | 0                         | 2                         | 2                         | 6                         | —                         | —                         | —                         | —                         | —                         |                           |          |
|                                                       | Ontario Reign                                         | AHL                                                   | 5                         | 1                         | 1                         | 2                         | 2                         | —                         | —                         | —                         | —                         | —                         |                           |          |
|                                                       | Barrie Colts                                          | OHL                                                   | 31                        | 23                        | 38                        | 61                        | 28                        | 12                        | 7                         | 16                        | 23                        | 13                        |                           |          |
| 2023–2024                                             | Ontario Reign                                         | AHL                                                   | 30                        | 7                         | 25                        | 32                        | 30                        | —                         | —                         | —                         | —                         | —                         |                           |          |
| NHL totalt                                            | NHL totalt                                            | NHL totalt                                            | 9                         | 0                         | 2                         | 2                         | 6                         | —                         | —                         | —                         | —                         | —                         |                           |          |
| AHL totalt                                            | AHL totalt                                            | AHL totalt                                            | 35                        | 8                         | 26                        | 34                        | 32                        | —                         | —                         | —                         | —                         | —                         |                           |          |
| OHL totalt                                            | OHL totalt                                            | OHL totalt                                            | 143                       | 40                        | 118                       | 158                       | 95                        | 12                        | 7                         | 16                        | 23                        | 13                        |                           |          |

### Internationellt
| Källa: Uppdaterad: 2023-01-07 | Källa: Uppdaterad: 2023-01-07 | Källa: Uppdaterad: 2023-01-07 |         | Utv = Utvisningsminuter | Utv = Utvisningsminuter | Utv = Utvisningsminuter | Utv = Utvisningsminuter | Utv = Utvisningsminuter |
| År                            | Lag                           | Mästerskap                    | Matcher | Mål                     | Assists                 | Poäng                   | Utv                     |                         |
| ----------------------------- | ----------------------------- | ----------------------------- | ------- | ----------------------- | ----------------------- | ----------------------- | ----------------------- | ----------------------- |
| 2021                          | Kanada                        | U18-VM                        | 7       | 2                       | 5                       | 7                       | 0                       |                         |
| 2023                          | Kanada                        | JVM                           | 7       | 2                       | 6                       | 8                       | 6                       |                         |
| Junior totalt                 | Junior totalt                 | Junior totalt                 | 14      | 4                       | 11                      | 15                      | 6                       |                         |